# Caterpillar 140M
A  Caterpillar 140M  é uma motoniveladora  montada e vendida no Brasil  pela empresa Caterpillar Inc.
A máquina é comandada através de dois  joysticks que comandam a posição da lâmina do riper e a da direção hidráulica dispensando o uso de alavancas e de até mesmo o volante.